# Cyathea wallacei
Cyathea wallacei är en ormbunkeart som först beskrevs av Georg Heinrich Mettenius, och fick sitt nu gällande namn av Edwin Bingham Copeland. Cyathea wallacei ingår i släktet Cyathea och familjen Cyatheaceae. Inga underarter finns listade.